# Dayron Pérez
Dayron Pérez (Medellín, Antioquia, Colombia; 24 de diciembre de 1978) es un exfutbolista y entrenador colombiano. Actualmente dirige al Barranquilla F. C. de la Primera B de Colombia.

## Trayectoria como jugador

### Once Caldas
Debutó con el blanco-blanco de la mano del DT Javier Álvarez y jugó poco aunque fue campeón.
En su segunda etapa en Manizales celebró 1 título de liga y fue subcampeón de la Copa Colombia 2008 donde anotó 4 goles.
Jugó 93 partidos y anotó 10 goles en total para el blanco-blanco.

### Venezuela
Durante 2 años militó en 3 equipos del fútbol venezolano: Italchacao, Unión Atlético Maracaibo y Estudiantes de Mérida

### América de Cali
Después de salir del Deportivo Pereira llega al América de Cali en enero del 2011. Pero al un incumplimiento con las directivas del América y al no ser tenido en cuenta por Álvaro Aponte, él decide irse del club.

### Atlético Huila
Llega al Atlético Huila a inicios del 2013, tras su experiencia desde su llegada se ha convertido en un jugador muy importante para el medio campo del equipo opita llegando a ser el capitán del equipo.

### Águilas Doradas
Luego de su salida del Atlético Huila, llega para la temporada 2015-I de la Liga Águila al equipo Águilas Doradas de la ciudad de Rionegro.

### Jaguares de Córdoba
Es cedido por las Águilas Doradas a Jaguares de Córdoba para reforzar el equipo en la liga 2015-II.

## Trayectoria como entrenador

### Atlético Huila
Tras su retiro como jugador regresó al Atlético Huila como asistente de Oswaldo Duran en 2016.
Desde enero de 2017 se encargó del equipo sub-20 hasta septiembre de 2018: cuando es nombrado como Director Técnico del equipo profesional.
Se estrenaría como cabeza en el cuerpo técnico en propiedad del Atlético Huila el día 23 de septiembre de 2018 con victoria 1-0 contra el Atlético Nacional en el Estadio Plazas Alcid de Neiva. Con el equipo 'opita' obtuvo resultados que le permitieron salvar la categoría en el año 2018. En 20 partidos que dirigió ganó (7), empató (8) y perdió (5) teniendo así un promedio del 48,3% que al final lo llevó a renunciar el día 18 de marzo de 2019 por falta de garantías. 
Desde el 19 de marzo de 2019 y hasta el 26 de septiembre de 2020 retornó a dirigir las divisiones menores del Atlético Huila. El 26 de septiembre de 2020 tras la renuncia del entrenador Flavio Robatto vuelve a asumir la dirección técnica del equipo profesional desde la fecha 9 del torneo de ascenso.

### Atlético Chiriquí
En el segundo semestre de 2022 Dayron es presentado por el presidente (César Valoyes) del Atlético Chiriquí de Panamá como su nuevo entrenador. Dirigió al club hasta el 10 de junio de 2023.

### Envigado FC
El 26 de septiembre de 2023 llega a dirigir al Envigado FC, remplazando a Andrés Orozco.

### Patriotas Boyacá
El 16 de septiembre de 2024, llega a dirigir al Patriotas Boyacá. A pesar de que el equipo bajo sus órdenes mostró una leve mejora en su rendimiento terminó descendiendo en la última fecha del campeonato. 

### Yaracuyanos FC
El 17 de marzo de 2025 es nombrado entrenador del Yaracuyanos F. C. a partir de la fecha #9 del Torneo Apertura 2025 (Venezuela).

### Barranquilla FC
El 23 de julio de 2025 es nombrado entrenador del Barranquilla F. C. en reemplazo de Grigori Méndez.

## Clubes

### Como jugador
| Club                              | Div.          | Temporada     | Liga  | Liga  | Copas | Copas | Internacional | Internacional | Total | Total |
| Club                              | Div.          | Temporada     | Part. | Goles | Part. | Goles | Part.         | Goles         | Part. | Goles |
| --------------------------------- | ------------- | ------------- | ----- | ----- | ----- | ----- | ------------- | ------------- | ----- | ----- |
| Once Caldas · Colombia            | 1.ª           | 2002          | 6     | 0     | -     | -     | -             | -             | 6     | 0     |
| Once Caldas · Colombia            | Total club    | Total club    | 6     | 0     | 0     | 0     | 0             | 0             | 6     | 0     |
| Once Caldas "B" · Colombia        | 2.ª           | 2002          | 2     | 1     | -     | -     | -             | -             | 2     | 1     |
| Once Caldas "B" · Colombia        | Total club    | Total club    | 2     | 1     | 0     | 0     | 0             | 0             | 2     | 1     |
| Estudiantes de Mérida · Venezuela | 1.ª           | 2004          | 15    | 2     | -     | -     | -             | -             | 15    | 2     |
| Estudiantes de Mérida · Venezuela | Total club    | Total club    | 15    | 2     | 0     | 0     | 0             | 0             | 15    | 2     |
| Deportivo Italchacao · Venezuela  | 1.ª           | 2005          | 17    | 3     | -     | -     | -             | -             | 17    | 3     |
| Deportivo Italchacao · Venezuela  | Total club    | Total club    | 17    | 3     | 0     | 0     | 0             | 0             | 17    | 3     |
| Italmaracaibo · Venezuela         | 1.ª           | 2005          | 7     | 0     | -     | -     | -             | -             | 0     | 0     |
| Italmaracaibo · Venezuela         | Total club    | Total club    | 7     | 0     | 0     | 0     | 0             | 0             | 7     | 0     |
| Boyacá Chicó · Colombia           | 1.ª           | 2006-07       | 62    | 8     | -     | -     | -             | -             | 62    | 8     |
| Boyacá Chicó · Colombia           | Total club    | Total club    | 62    | 8     | 0     | 0     | 0             | 0             | 62    | 8     |
| Once Caldas · Colombia            | 1.ª           | 2008          | 18    | 0     | 10    | 4     | -             | -             | 28    | 4     |
| Once Caldas · Colombia            | 1.ª           | 2009          | 34    | 5     | 2     | 2     | -             | -             | 36    | 7     |
| Once Caldas · Colombia            | 1.ª           | 2010          | 11    | 1     | -     | -     | 3             | 0             | 14    | 1     |
| Once Caldas · Colombia            | Total club    | Total club    | 63    | 6     | 12    | 6     | 3             | 0             | 78    | 12    |
| Deportivo Pereira · Colombia      | 1.ª           | 2010          | 12    | 2     | -     | -     | -             | -             | 12    | 2     |
| Deportivo Pereira · Colombia      | Total club    | Total club    | 12    | 2     | 0     | 0     | 0             | 0             | 12    | 2     |
| Cúcuta Deportivo · Colombia       | 1.ª           | 2011          | 30    | 1     | 4     | 0     | -             | -             | 34    | 1     |
| Cúcuta Deportivo · Colombia       | 1.ª           | 2012          | 26    | 1     | 10    | 1     | -             | -             | 36    | 2     |
| Cúcuta Deportivo · Colombia       | Total club    | Total club    | 56    | 2     | 14    | 1     | 0             | 0             | 70    | 3     |
| Atlético Huila · Colombia         | 1.ª           | 2013          | 22    | 2     | -     | -     | -             | -             | 22    | 2     |
| Atlético Huila · Colombia         | 1.ª           | 2014          | 32    | 2     | 2     | 0     | -             | -             | 34    | 2     |
| Atlético Huila · Colombia         | Total club    | Total club    | 54    | 4     | 2     | 0     | 0             | 0             | 56    | 6     |
| Aguilas Doradas · Colombia        | 1.ª           | 2015          | 17    | 1     | -     | -     | -             | -             | 17    | 1     |
| Aguilas Doradas · Colombia        | Total club    | Total club    | 17    | 1     | 0     | 0     | 0             | 0             | 17    | 1     |
| Jaguares de Córdoba · Colombia    | 1.ª           | 2015          | 18    | 3     | -     | -     | -             | -             | 18    | 3     |
| Jaguares de Córdoba · Colombia    | 1.ª           | 2016          | 5     | 0     | 2     | 0     | -             | -             | 7     | 0     |
| Jaguares de Córdoba · Colombia    | Total club    | Total club    | 23    | 3     | 2     | 0     | 0             | 0             | 25    | 3     |
| Total carrera                     | Total carrera | Total carrera | 334   | 32    | 30    | 7     | 3             | 0             | 378   | 39    |

### Como Asistente
| Club           | País     | Año  | Asistente De  |
| -------------- | -------- | ---- | ------------- |
| Atlético Huila | Colombia | 2016 | Oswaldo Duran |

### Como formador
| Club                                  | País     | Año         |
| ------------------------------------- | -------- | ----------- |
| Divisiones menores del Atlético Huila | Colombia | 2017 - 2020 |

### Como entrenador
| Equipo                        | Div.                | Temporada           | Liga | Liga | Liga | Liga |    | Copa | Copa | Copa | Copa |   | Internacional | Internacional | Internacional | Internacional |   | Otros | Otros | Otros | Otros |    | Totales     | Totales | Totales | Totales | Totales | Totales | Totales | Totales |
| Equipo                        | Div.                | Temporada           | PD   | G    | E    | P    | PD | G    | E    | P    | PD   | G | E             | P             | PD            | G             | E | P     | PD    | G     | E     | P  | Rendimiento | GF      | GC      | Dif.    |         |         |         |         |
| ----------------------------- | ------------------- | ------------------- | ---- | ---- | ---- | ---- | -- | ---- | ---- | ---- | ---- | - | ------------- | ------------- | ------------- | ------------- | - | ----- | ----- | ----- | ----- | -- | ----------- | ------- | ------- | ------- | ------- | ------- | ------- | ------- |
| Atlético Huila · Colombia     | 1ª                  | F-2018              | 9    | 4    | 4    | 1    | -  | -    | -    | -    | -    | - | -             | -             | -             | -             | - | -     | 9     | 4     | 4     | 1  |             | 8       | 4       | +4      |         |         |         |         |
| Atlético Huila · Colombia     | 1ª                  | A-2019              | 9    | 1    | 4    | 4    | 2  | 2    | 0    | 0    | -    | - | -             | -             | -             | -             | - | -     | 11    | 3     | 4     | 4  |             | 12      | 15      | -3      |         |         |         |         |
| Atlético Huila · Colombia     | 2ª                  | 2020                | 17   | 8    | 2    | 7    | 2  | 0    | 1    | 1    | -    | - | -             | -             | -             | -             | - | -     | 19    | 8     | 3     | 8  |             | 22      | 17      | +5      |         |         |         |         |
| Atlético Huila · Colombia     | 2ª                  | A-2021              | 23   | 11   | 9    | 3    | 2  | 0    | 0    | 2    | -    | - | -             | -             | -             | -             | - | -     | 25    | 11    | 9     | 5  |             | 39      | 24      | +15     |         |         |         |         |
| Atlético Huila · Colombia     | 1ª                  | F-2021              | 5    | 0    | 2    | 3    | -  | -    | -    | -    | -    | - | -             | -             | -             | -             | - | -     | 5     | 0     | 2     | 3  |             | 2       | 7       | -5      |         |         |         |         |
| Atlético Huila · Colombia     | Total               | Total               | 63   | 24   | 21   | 18   | 6  | 2    | 1    | 3    | 0    | 0 | 0             | 0             | 0             | 0             | 0 | 0     | 69    | 26    | 22    | 21 |             | 83      | 67      | +16     |         |         |         |         |
| Atlético Chiriquí · Panamá    | 1ª                  | C-2022              | 16   | 1    | 8    | 7    | -  | -    | -    | -    | -    | - | -             | -             | -             | -             | - | -     | 16    | 1     | 8     | 7  |             | 7       | 25      | -18     |         |         |         |         |
| Atlético Chiriquí · Panamá    | 1ª                  | A-2023              | 16   | 3    | 3    | 10   | -  | -    | -    | -    | -    | - | -             | -             | -             | -             | - | -     | 16    | 3     | 3     | 10 |             | 13      | 33      | -20     |         |         |         |         |
| Atlético Chiriquí · Panamá    | Total               | Total               | 32   | 4    | 11   | 17   | 0  | 0    | 0    | 0    | 0    | 0 | 0             | 0             | 0             | 0             | 0 | 0     | 32    | 4     | 11    | 17 |             | 20      | 58      | -38     |         |         |         |         |
| Envigado FC · Colombia        | 1ª                  | F-2023              |      |      |      |      | -  | -    | -    | -    | -    | - | -             | -             | -             | -             | - | -     |       |       |       |    |             |         |         |         |         |         |         |         |
| Envigado FC · Colombia        | 1ª                  | A-2024              |      |      |      |      | -  | -    | -    | -    | -    | - | -             | -             | -             | -             | - | -     |       |       |       |    |             |         |         |         |         |         |         |         |
| Envigado FC · Colombia        | Total               | Total               | 0    | 0    | 0    | 0    | 0  | 0    | 0    | 0    | 0    | 0 | 0             | 0             | 0             | 0             | 0 | 0     | 0     | 0     | 0     | 0  |             |         |         |         |         |         |         |         |
| Patriotas Boyacá · Colombia   | 1ª                  | F-2024              |      |      |      |      | -  | -    | -    | -    | -    | - | -             | -             | -             | -             | - | -     |       |       |       |    |             |         |         |         |         |         |         |         |
| Patriotas Boyacá · Colombia   | Total               | Total               | 0    | 0    | 0    | 0    | 0  | 0    | 0    | 0    | 0    | 0 | 0             | 0             | 0             | 0             | 0 | 0     | 0     | 0     | 0     | 0  |             |         |         |         |         |         |         |         |
| Yaracuyanos F. C. · Venezuela | 1ª                  | 2025                |      |      |      |      | -  | -    | -    | -    | -    | - | -             | -             | -             | -             | - | -     |       |       |       |    |             |         |         |         |         |         |         |         |
| Yaracuyanos F. C. · Venezuela | Total               | Total               | 0    | 0    | 0    | 0    | 0  | 0    | 0    | 0    | 0    | 0 | 0             | 0             | 0             | 0             | 0 | 0     | 0     | 0     | 0     | 0  |             |         |         |         |         |         |         |         |
| Barranquilla F. C. · Colombia | 2ª                  | 2025-II             |      |      |      |      | -  | -    | -    | -    | -    | - | -             | -             | -             | -             | - | -     |       |       |       |    |             |         |         |         |         |         |         |         |
| Barranquilla F. C. · Colombia | Total               | Total               | 0    | 0    | 0    | 0    | 0  | 0    | 0    | 0    | 0    | 0 | 0             | 0             | 0             | 0             | 0 | 0     | 0     | 0     | 0     | 0  |             |         |         |         |         |         |         |         |
| Total en su carrera           | Total en su carrera | Total en su carrera | 79   | 25   | 29   | 25   | 6  | 2    | 1    | 3    | 0    | 0 | 0             | 0             | 0             | 0             | 0 | 0     | 85    | 27    | 30    | 28 |             | 90      | 92      | -2      |         |         |         |         |
| 1. 2. 3.                      |                     |                     |      |      |      |      |    |      |      |      |      |   |               |               |               |               |   |       |       |       |       |    |             |         |         |         |         |         |         |         |

## Palmarés

### Como jugador
| Título    | Club        | País     | Año  |
| --------- | ----------- | -------- | ---- |
| Primera A | Once Caldas | Colombia | 2009 |

### Como entrenador
| Título    | Club           | País     | Año  |
| --------- | -------------- | -------- | ---- |
| Primera B | Atlético Huila | Colombia | 2020 |
| Primera B | Atlético Huila | Colombia | 2021 |